# Je weet nooit wanneer
Je weet nooit wanneer is een nummer van de Nederlandse band De Dijk uit 1991. Het is de eerste single van hun zesde studioalbum Nooit genoeg.
Het nummer werd een klein hitje in Nederland. Het haalde de 31e positie in de Nederlandse Top 40.